# Кахетинское восстание (1659)
Кахетинское восстание (Картлийско-Кахетинское, Бахтрионское, груз. კახეთის აჯანყება) — восстание грузинского народа против персидского (иранского) господства мусульман (кызылбашей) в Восточной Грузии в 1659—1660 гг. Было вызвано намерением правителей Сефевидского государства (Ирана) заселить равнины Кахетии туркменскими кочевыми племенами, что грозило уничтожением грузин в этой области. Восстание возглавили грузинский князь Бидзина Чолокашвили (Ксанский), арагвский эристав Заал, ксанский эристав Шалва, его брат Элизбар, отдавшие жизнь за освобождение родины. Предания сохранили также имена народных героев тушина Зезва Гаприндаули (груз. ზეზვა გაფრინდაული), хевсура Надира Хошураули, пшавца Гоголаури. Кахетинцы вместе с горским населением страны (хевсурами, мтиулами и пшавами) очистили свою землю от иноземных туркмен. Правители Сефевидского государства вынуждены были отказаться от своего плана.

## Бахтрионское сражение
В 1659 году восставшие совершили нападения на крепость Бахтриони, построенную после поражения Теймураза I в 1648 году от Ростома и иранской оккупации Кахетинского царства, и монастырь Алаверди. В ходе Бахтрионского сражения восставшим удалось захватить Бахтриони и перебить гарнизон. Крепость была разрушена затем до основания.
В 1892 году Важа-Пшавела написал поэму «Бахтриони», чем окончательно ввёл это событие в грузинскую литературу. В 1956 году о сражении на киностудии «Грузия-фильм» был снят художественный фильм «Баши-Ачук» по одноимённой повести Акакия Церетели.

## Бидзина Чолокашвили и эриставы Шалва и Элизбар

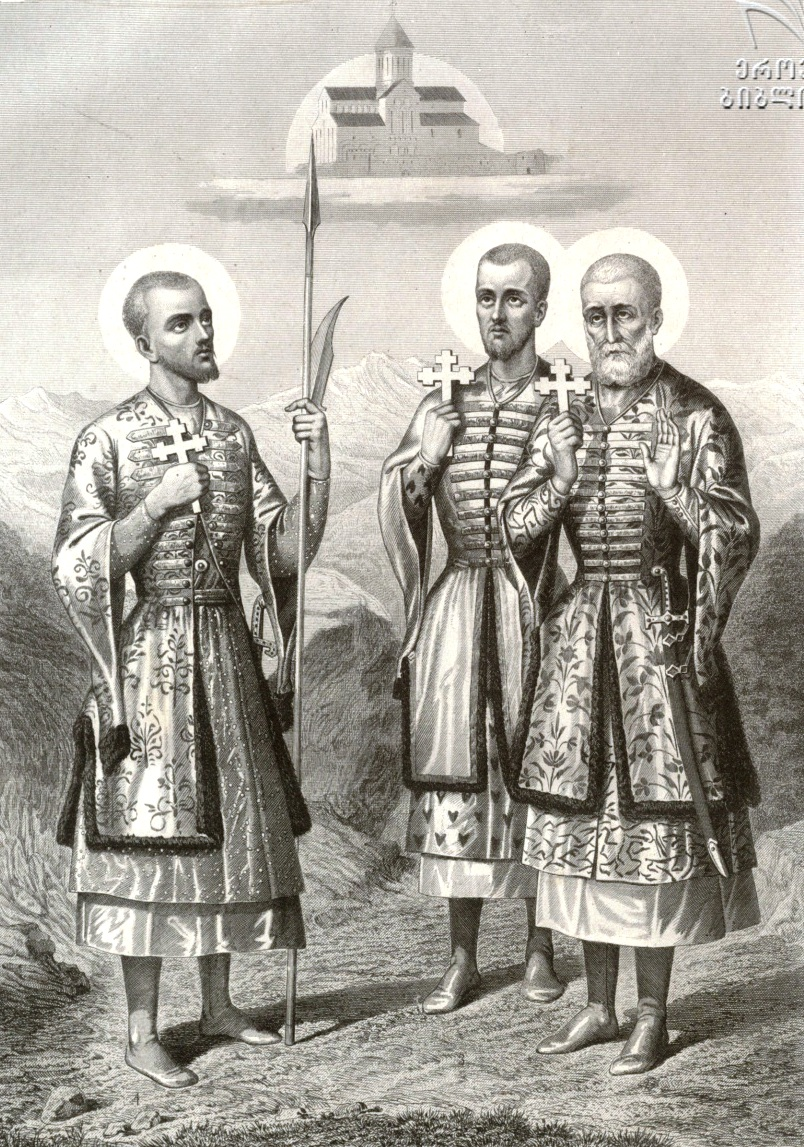
Михаил Сабинин. Святые Бидзина, Шалва и Элизбар. 1882

Бидзина Чолокашвили, ксанские эриставы Шалва и Элизбар были замучены иранским шахом Аббасом II в 1661 году (по другим данным в 1660 или 1664), похоронены в монастыре Икорта и канонизированы Грузинской православной церковью. Мученичество Бидзины Чолокашвили и ксанских эриставов Элизбара и Шалвы (Похвала святым Бидзине, Шалве и Элизбару) составил иеромонах гареджийского Иоанно-Крестительского монастыря Виссарион (Орбелишвили-Бараташвили, впоследствии католикос-патриарх Грузии) в 20-х годах XVIII века для так называемой второй редакции обширного грузинского агиографического сборника. Переработки древних, дометафрастных, так называемых кименных вариантов мученичеств Бидзины, Шалвы и Элизбара вошли в сборник «Мартирика» католикоса-патриарха Антония I (Багратиони). Гимнограф Иессей Эристави (груз. იესე ერისთავი) сочинил последование (канон-гимн) святым мученикам Бидзине, Шалве и Элизбару. Память Бидзины, Шалвы и Элизбара празднуется Грузинской православной церковью 18 сентября (1 октября).